# Echium creticum
Echium creticum är en strävbladig växtart som beskrevs av Carl von Linné. Echium creticum ingår i släktet snokörter, och familjen strävbladiga växter.

## Underarter
Arten delas in i följande underarter:
- E. c. algarbiense
- E. c. coincyanum
- E. c. creticum
- E. c. granatense
- E. c. sauvagei

## Bildgalleri

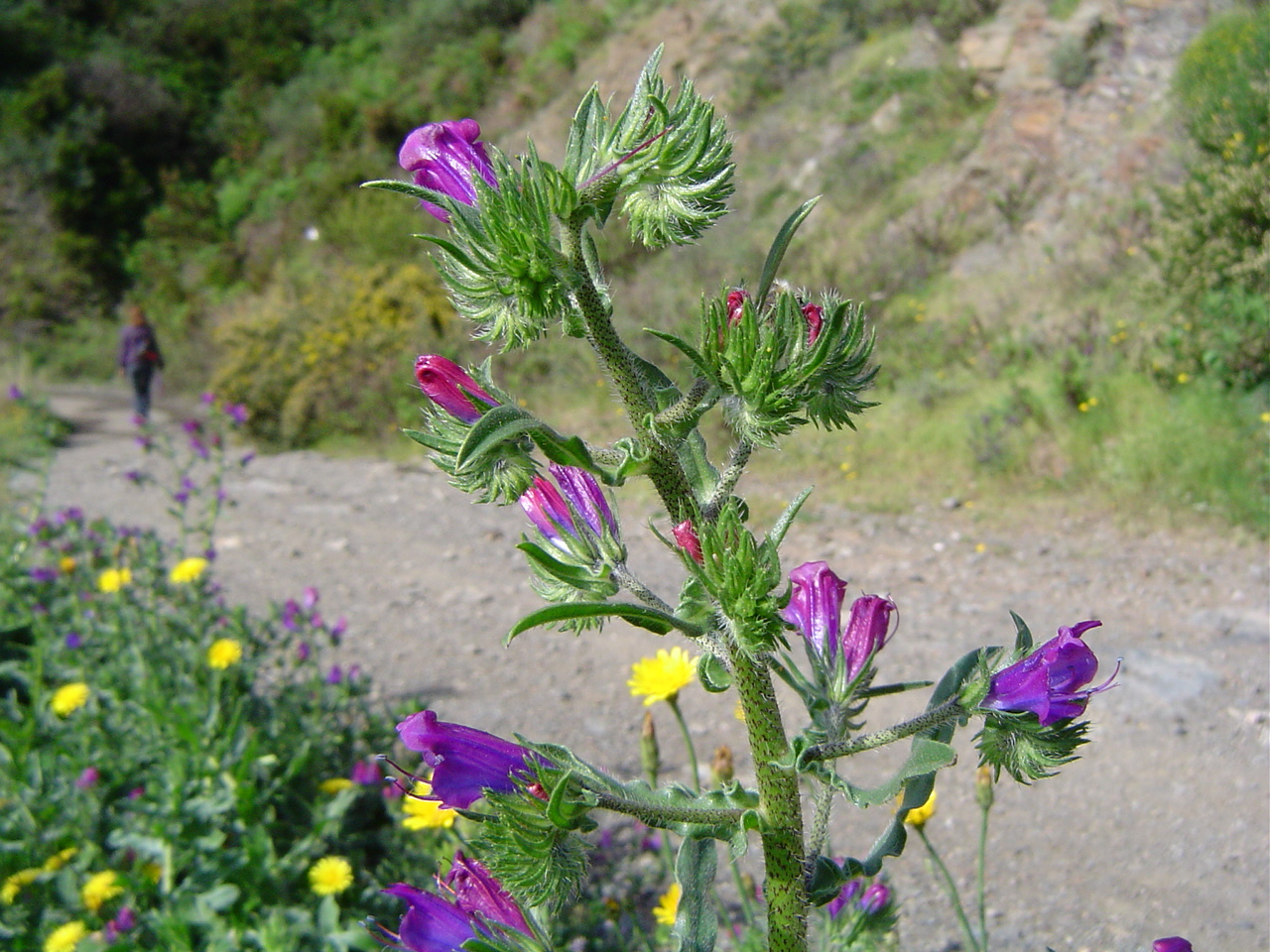
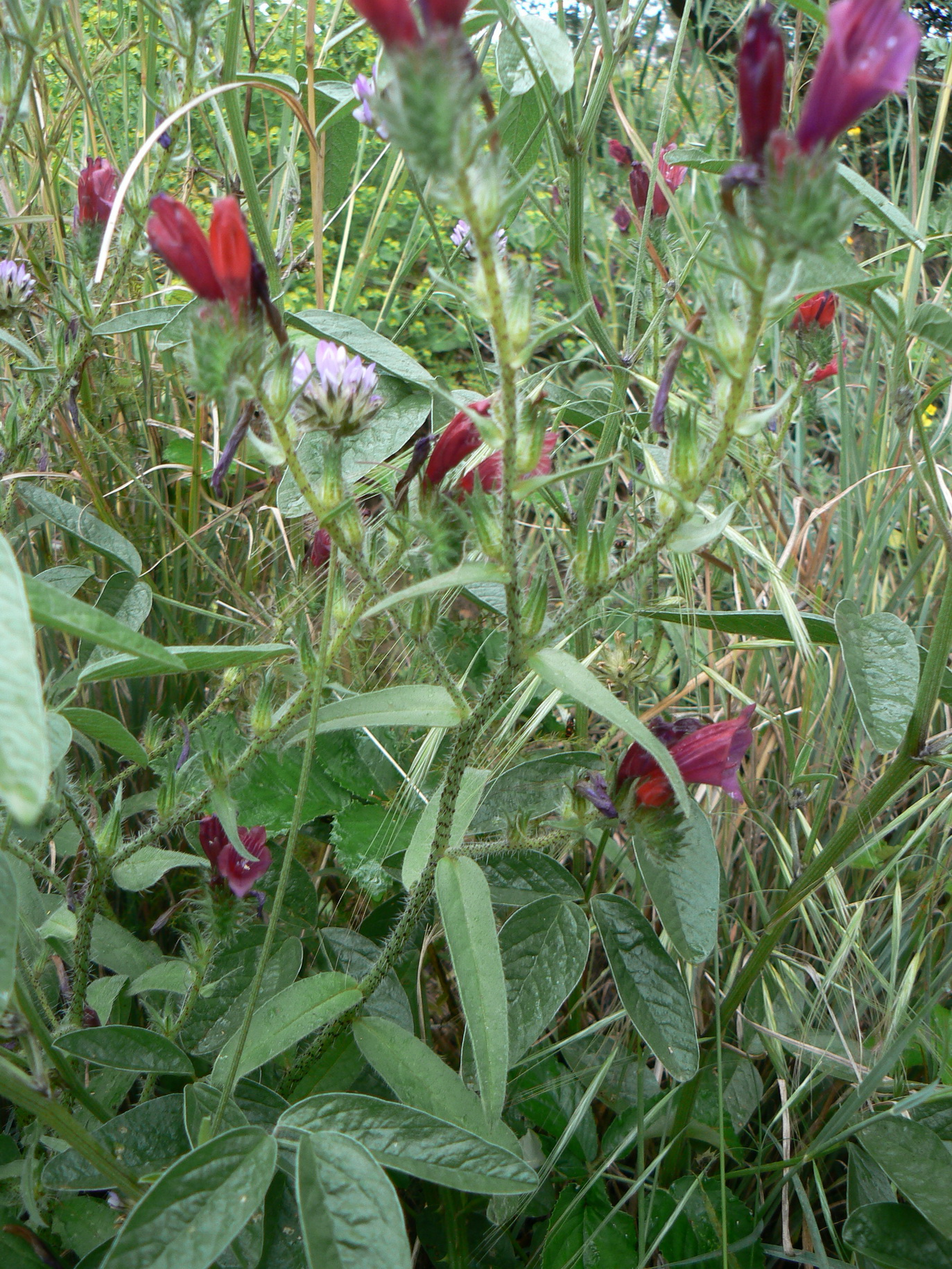
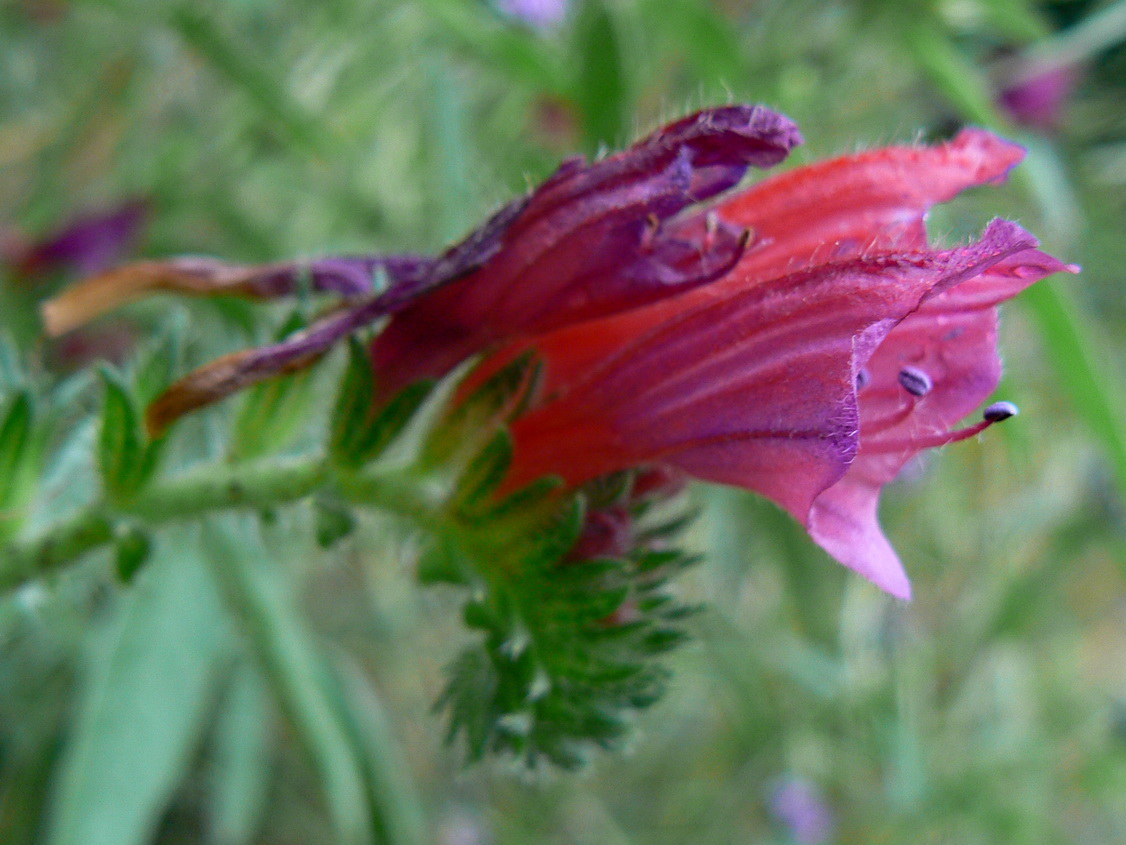
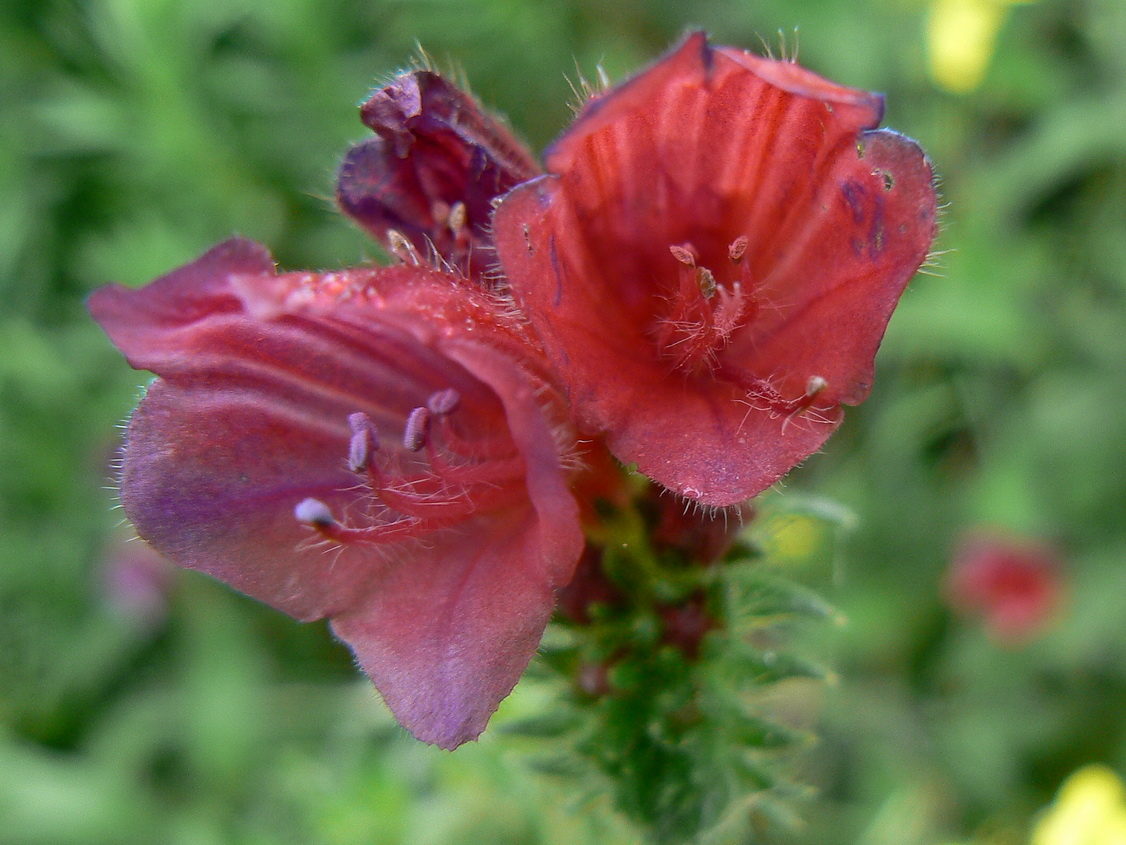
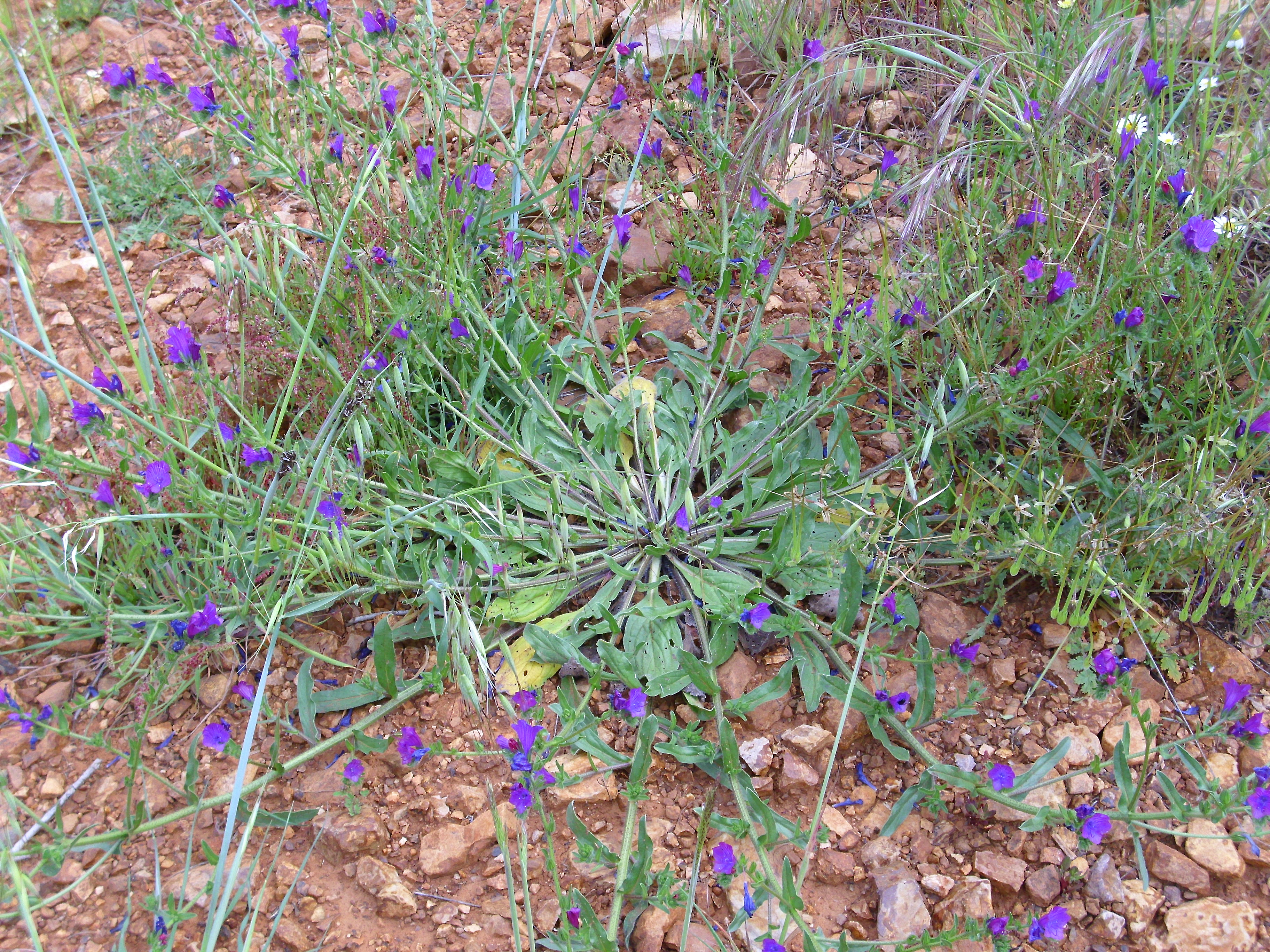